# Van Polanen

Het adellijk geslacht van Polanen behoorde in de late middeleeuwen tot de adellijke elite van het graafschap Holland en het hertogdom Brabant. Het geslacht, een tak van het huis Wassenaer, is vernoemd naar het historisch goed Polanen en het voormalig Kasteel Polanen, dat gelegen was tussen Monster en Loosduinen.

## Stamgoed
De oudste vermelding van het kasteel dateert uit 1295. In de 14e eeuw klom het geslacht sterk op, maar aan het eind van diezelfde eeuw ging het stamhuis teloor. In 1351, tijdens de Hoekse en Kabeljauwse twisten werd het kasteel ingenomen en verwoest door troepen van graaf Willem V van Holland. Veel adellijke families die tot de Hoeken behoorden, zoals Wassenaer, Polanen, en Brederode, leefden toen in ballingschap.
Veertig jaar later, in 1394, werd het kasteel geheel met de grond gelijk gemaakt door hertog Albrecht van Beieren, om zich te wreken op Filips II van Polanen, heemraad van Rijnland. Het stamgoed speelde nadien geen rol van betekenis meer.

## Belang van het geslacht

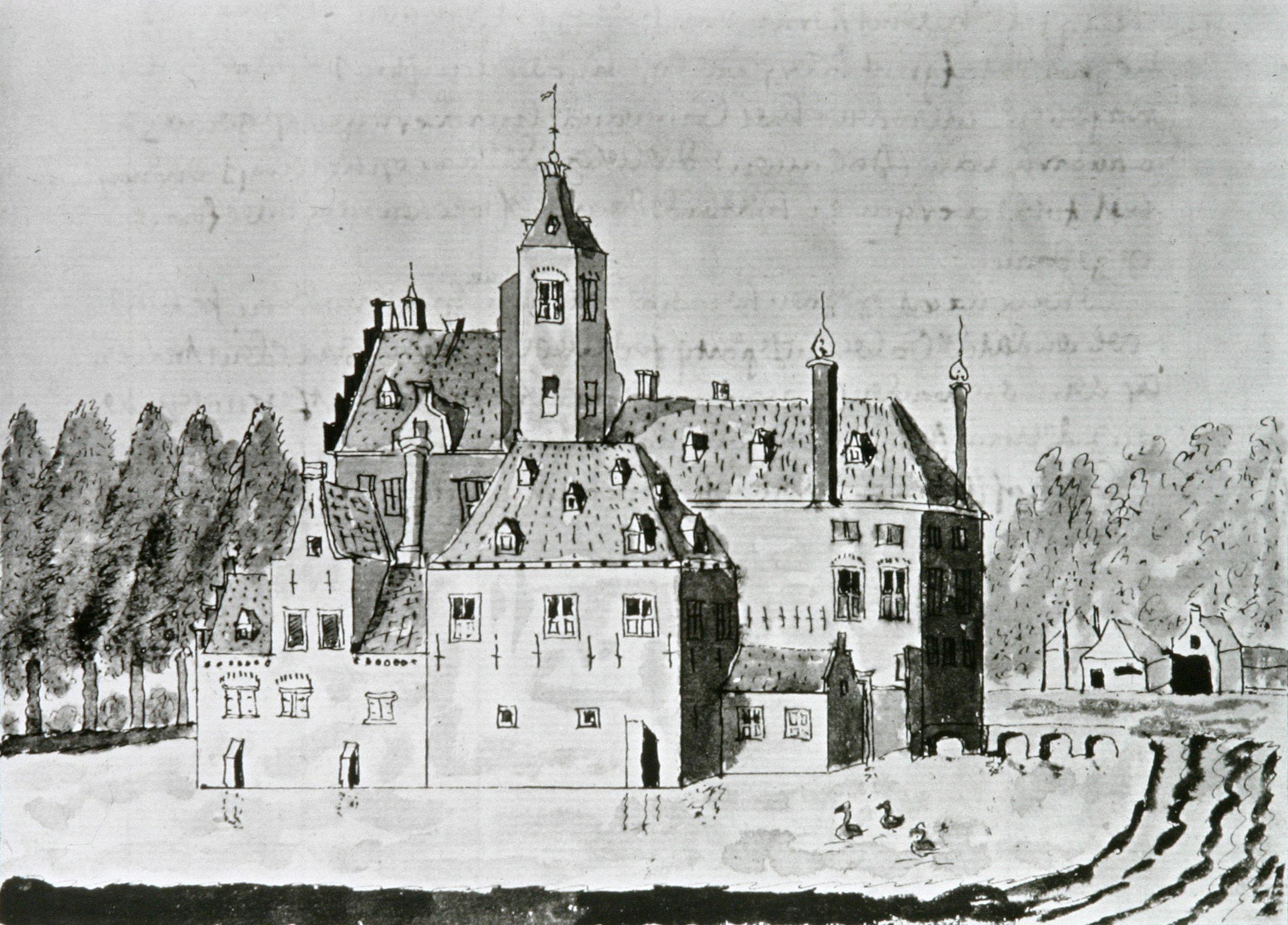
Kasteel Polanen, tekening uit 1620

Het geslacht van Polanen bracht het geslacht Van Nassau naar de Nederlanden. Leden van het geslacht van Polanen werden in de veertiende eeuw ook heer van Breda. In 1339 werd Jan I van Polanen pandheer van Breda, samen met zijn zoon Jan II van Polanen. In 1342 werd Jan I via verkoop door de graaf van Holland heer van de Lek. In 1350 verkocht hertog Jan III van Brabant het Land van Breda aan Jan II van Polanen en werd het gebied een hoge heerlijkheid. De erfdochter van zijn zoon Jan III van Polanen, Johanna van Polanen trouwde op 11-jarige leeftijd op 1 augustus 1403 met Engelbrecht I van Nassau-Siegen in Breda, die door zijn huwelijk met Johanna heer van Breda werd (1403-1442).
De koning der Nederlanden voert veertig overige erfelijke adellijke en heerlijke titels, waarvan er acht teruggaan op vroegere bezittingen van de Polanens:
- tweemaal baron: van Breda en van Herstal
- zeven maal heer: van Geertruidenberg, van de Niervaart, van de Klundert, van Montfort[1], van Naaldwijk, van Polanen en van Steenbergen.

## Noot
1. ↑  Vaak wordt dit Midden-Limburgse Montfort in verband met de titels van de koning verward met Montfoort bij Heeswijk, zie .Frederik de Grote, koning van Pruisen verkocht in 1769 het Limburgse kasteel en de heerlijkheid Montfort aan de Oranjes, die sindsdien de titel Heer (of Vrouwe) van Montfort voeren. Dit betekent vermoedelijk, dat dit Montfort nooit een bezit van de Polanens geweest is, maar dat dit laatste nu precies het Utrechtse Montfoort bij Heeswijk was.